# Syphon Filter: Omega Strain
Syphon Filter: The Omega Strain è il quarto capitolo della serie Syphon Filter, uscito nel 2004 per PlayStation 2. È il primo ed ultimo gioco, in cui il protagonista non è Gabe Logan, ma si deve creare un personaggio. Il gioco è sviluppato prevalentemente per multiplayer  ma è possibile svolgerlo anche senza l'accesso a internet seppur con delle limitazioni. Ad esempio non si possono completare alcuni obiettivi di missione.
È l'unico titolo della serie dove ci sono livelli bonus, ottenibili solo se si completano determinati obiettivi in certe missioni nel tempo prefissato. Nei livelli bonus si possono utilizzare gli altri protagonisti della storia, ma sono prevalentemente stealth, e se si viene individuati la missione fallisce inevitabilmente.
Al contrario degli altri titoli della serie si possono completare le missioni anche mancando determinati obbiettivi.
Con l'esperienza acquisita sul campo si possono sbloccare sempre più armi.

## Trama
La città di Carthage (USA) viene attaccata con una versione modificata del Syphon Filter da parte di anarchici francesi. Il nuovo virus viene elaborato in Bielorussia, nell'università statale di Minsk, ed è commercializzato da un gruppo di terroristi ceceni, che lo rivendono a vari gruppi terroristici. A gestire i loro conti è un importante banchiere svizzero. I ricercatori hanno ottenuto il virus originario grazie a una stazione di salvataggio del carico virale, prelevato da Mara Aramov, della SS Lorelei fatta affondare in Syphon Filter 3 da Gabe Logan.
Dopo aver eliminato i gruppi terroristi che si erano impossessatati del virus venduto dal CDP, l'Agenzia distrugge i laboratori di Minsk, e la piattaforma di salvataggio situata nell'oceano atlantico.
L'Agenzia viene a sapere della banca grazie ai documenti trovati in un castello del CDP, nel quale però non vengono trovate indicazioni sulla base dove si rifugia il loro capo, Ivankov.
Quando Mara Aramov, una delle protagoniste della serie, scopre che il CDP lancerà un missile nucleare contro Mosca, dà le coordinate della base missilistica cecena a Gabe, che con l'aiuto dei suoi uomini riesce a sabotare il missile che esplode in Siberia, salvando gli abitanti di Mosca.

## Curiosità
- Una missione viene effettuata a Pescara in Italia nella "piazza san Cetteo".
- Mara Aramov riesce a evadere da Guantanamo dove era agli arresti nella base USA.
- Carthage, la città dove avvengono le prime missioni del gioco, originalmente era basata sulla vera Carthage, in Canada. Tuttavia le autorità canadesi non acconsentirono a questa idea dei programmatori, che a loro volta la "spostarono" nel Michigan, a poca distanza dalla reale Carthage appena oltre il confine statunitense. Per questo in un dialogo nella seconda missione, e in vari notiziari, viene nominato un "porto di Carthage", sebbene appunto la Carthage canadese non si affacci sui Grandi Laghi.